# Storvatnet (Tingvoll)
Storvatnet er en sø i Tingvoll kommune i Møre og Romsdal i Norge. Storvatnet er drikkevandskilde (hovedkilde) til Frei og Kristiansund kommuner.